# Fimbristylis sachetiana
Fimbristylis sachetiana är en halvgräsart som beskrevs av Francis Raymond Fosberg. Fimbristylis sachetiana ingår i släktet Fimbristylis och familjen halvgräs. Inga underarter finns listade i Catalogue of Life.